# Bastian Lomsché
Bastian Lomsché (* 21. Februar 1983 in Sulzbach-Rosenberg) ist ein deutscher Dramaturg, Autor und Theaterleiter. Seit der Spielzeit 2022/23 ist er Schauspieldirektor und Chefdramaturg am Theater Magdeburg.

## Leben und Karriere
Lomsché absolvierte zunächst eine Ausbildung zum Bankkaufmann, bevor er ein Studium der Literaturwissenschaft und Geschichte an der Universität Hamburg aufnahm. Im Anschluss begann er eine Promotion zur fantastischen Literatur.
Im Jahr 2015 unterbrach er seine Promotion und wechselte in die Dramaturgie des Deutschen Schauspielhauses Hamburg, wo er unter der Intendanz von Karin Beier tätig war. Während seiner Zeit am Deutschen Schauspielhaus arbeitete Lomsché mit namhaften Regisseurinnen und Regisseuren wie Karin Beier, Kay Voges, Oliver Frljić, Studio Braun und Christoph Marthaler zusammen.
Seit Beginn der Spielzeit 2022/23 leitet Lomsché gemeinsam mit Clara Weyde und Clemens Leander die Schauspielsparte des Theaters Magdeburg. Unter ihrer Leitung erhielt das Theater Einladungen zu den Festivals Radikal jung, Heidelberger Stückemarkt, Berliner Theatertreffen, Autor:innentheatertage und 2025 den Martin-Linzer-Theaterpreis für herausragende künstlerische Gesamtleistung eines Ensembles.
Er ist zudem Gründungsmitglied und Vorstandsvorsitzender des Vereins Künstliche Intelligenz und Bühne (IKIB), der sich mit den Schnittstellen zwischen digitaler Technologie und darstellender Kunst beschäftigt.

## Werke (Auswahl)
- Das Gespenst von Magdebu-huuu, Uraufführung: Theater Magdeburg
- Hojotoho! Hojotoho! Heiaha!, Uraufführung: Theater Magdeburg
- Krieg und Frieden von Roland Schimmelpfennig nach Lew Tolstoi mit Texten von Bastian Lomsché und Charly Hübner, Uraufführung: Theater Magdeburg